# Tomatina
Tomatina (eller La Tomatina) er en årlig festival som afholdes i byen Buñol i den spanske region Valencia, hvor deltagerne kaster tomater efter hinanden. Tomatina-festivalen afholdes hvert år den sidste onsdag i august og tiltrækker hvert år omkring 30-40.000 besøgende. Under Tomatina anvendes omkring 120 tons tomater som først moses inden de indgår som kasteskyts i den drabelige tomatkrig, hvis højdepunkt strækker sig over et par timer. For de mange udefra kommende besøgende er der visse regler, deriblandt at tomaterne skal moses inden de kastes, ligesom det anbefales at anvende beskyttelsesbriller samt hensigtsmæssig beklædning.
Tomatina hævdes at have sin oprindelse fra en spontan episode med tomatkastning fra den sidste onsdag i august 1945, og efter at hændelse blev gentaget året efter udviklede den sig derefter til en årlig tradition. Skønt myndighederne under Francos regime forsøgte at forbyde udfoldelserne, har festivalen overlevet og fejrede sit 70-års jubilæum i 2015, hvor dette blev markeret af Google med en Google Doodle.